# Sülysáp
Sülysáp (ungerska: Tápiósáp, Tápiósüly) är en ort i Ungern.   Den ligger i provinsen Pest, i den centrala delen av landet, 40 km öster om huvudstaden Budapest. Sülysáp ligger 142 meter över havet och antalet invånare är 8 258.
Terrängen runt Sülysáp är platt. Runt Sülysáp är det ganska tätbefolkat, med 160 invånare per kvadratkilometer. Närmaste större samhälle är Monor, 12,9 km sydväst om Sülysáp. Trakten runt Sülysáp består till största delen av jordbruksmark.